# Adiramapattinam
Adiramapattinam (o Atirampattinam, Adirampatnam, Adirampattinam, Attirampattinam) è una suddivisione dell'India, classificata come town panchayat, di 27.697 abitanti, situata nel distretto di Thanjavur, nello stato federato del Tamil Nadu. In base al numero di abitanti la città rientra nella classe III (da 20.000 a 49.999 persone).

## Geografia fisica
La città è situata a 10° 20' 60 N e 79° 24' 0 E al livello del mare.

## Società

### Evoluzione demografica
Al censimento del 2001 la popolazione di Adiramapattinam assommava a 27.697 persone, delle quali 13.218 maschi e 14.479 femmine. I bambini di età inferiore o uguale ai sei anni assommavano a 3.687, dei quali 1.907 maschi e 1.780 femmine. Infine, coloro che erano in grado di saper almeno leggere e scrivere erano 19.178, dei quali 10.129 maschi e 9.049 femmine.